# Monóvar
Monóvar (em castelhano) ou Monòver (em valenciano) é um município da Espanha na província de Alicante, Comunidade Valenciana. Tem 152,36 km² de área e em 2021 tinha 12 188 habitantes (densidade: 80 hab./km²).

## Demografia
| Variação demográfica do município entre 1991 e 2004 | Variação demográfica do município entre 1991 e 2004 | Variação demográfica do município entre 1991 e 2004 | Variação demográfica do município entre 1991 e 2004 |
| --------------------------------------------------- | --------------------------------------------------- | --------------------------------------------------- | --------------------------------------------------- |
| 1991                                                | 1996                                                | 2001                                                | 2004                                                |
| 12200                                               | 12085                                               | 11763                                               | 12624                                               |